# Luigi Abatangelo
Luigi Abatangelo (Massafra, 8 de Novembro 1892- 10 de Novembro 1966). Filho de Salvatore e Maria Carmela Giannotta, tendo sido batizado com o nome de Giovanni.
Frequentou a Igreja de Jesus Infante da qual era reitor dom Antonio Lepore. Aos 16 anos, em 1906 decide entrar na Ordem Franciscana. Ingressou no convento de Galatone, em 1909 vestiu o abito tendo o nome de "frade Luigi".
Continuou os estudos nos conventos de Lecce, Taranto e Sava, sendo depois mandado ao Convento de Sargiano, para o curso de teologia. A primeira guerra mundial entretanto interrompeu seus estudos, indo prestar serviços na parte sanitária de um hospital próximo ao Monte Pasubio. Desta participação herdou o título de Cavaliere di Vittorio Veneto.
Em 1920 foi ordenado sacerdote e por alguns anos dedicou-se à formação dos noviços. Mais tarde foi enviado a Roma e a Jerusalém para aperfeiçoar-se em ciência bíblica.
Quando retornou da Terra Santa por cerca de quarenta anos dedicou-se ao ensinamento de teologia.
Em 1966 morre em Sava no Convento de São Francisco.
Em 8 de novembro de 1992 por ocasião do centenário de nascimento de Padre Luigi Abatangelo, o Arquegrupo Espedito Jacovelli de Massafra, fez na casa natal do ilustre concidadão, na rua S. Guida n. 90 uma lápide de recordação.
Em 2002 foi dedicada a ele uma nova escola primária em Massafra, situada na zona Santa Croce.

## Atividades
O nome de Padre Abatangelo é relacionado ao estudo da arte medieval e das inscrições rupestres, e a um longo estudo da cripta e dos afrescos bizantinos na província de Taranto. Toda a sua monumental produção historiográfica e arqueológica Chiese cripte e affreschi italo-bizantini di Massafra foi publicada postumamente.
Colaborou ainda em jornais e revistas locais e nacionais. Foi membro da "Sociedade de História Pátria da Puglia", da Accademia Cosentina, da Accademia dei 500, da "Accademia Latinati Excolendae" e da "Acccademia Tiberina".
Publicou numerosos ensaios e monografias além de ter deixado outros tantos manuscritos inéditos.

## Obras
- 1921
  - Crisantemo (elegia)
- 1922
  - Ricordo materno (elegia)
  - Toccate d'arpa
- 1923
  - San Giovanni - Nascita - Vita - Decollazione (drama sacro em 5 atos, representado pela primeira vez em Castellaneta, em 1930)
  - Agonia e transito dell U. Ser P.S. Francesco (versos)
  - Lettera materna (elegia)
- 1928
  - Sulle rive del Mar Morto. Breve monografia del monastero di S. Saba
  - Al M.R.P: Isidoro Ricci nel suo XXV sacerdotale (salmos)
- 1932
  - I Re Magi - Note storico-archelogiche
  - Armonie di vita  (poesias, publicadas com o pseudônimo Estio Fenicio)
- 1933
  - I Fiori di Efrata
  - L'Agnello Pasquale - Note storico-archelogiche
- 1937
  - Il canto dello Sposo Divino (poema em latim)
- 1940
  - Coroncina a Gesù Bambino di Massafra
- 1950
  - Preghiere al prodigioso Santo Bambino di Massafra. Ricordo del Primo Centenario dei prodigi del S.Bambino di Massfra
  - Meraviglie Divine
  - Vita e preci di B. Egidio
  - Nella luce del Portento. Il Bambin Gesù e i suoi prodigi in Massafra (1850-1950) (poema)
  - 1850-1950 Primo Centenario del Miracoloso Gesù Bambino di Massafra
  - Inno Centenario al S. Bambino di Massafra, (letra; música de Pe. Igino M. Ettorre)
- 1952
  - Echi d'Oriente